# Улкенбаева, Айгуль Наримановна
Айгуль Наримановна Улкенбаева (каз. Айгүл Нариманқызы Үлкенбаева; род. 23 января 1962, Исатайский район, Гурьевская область, Казахская ССР, СССР) — казахская домбристка, кюйши, музыкальный педагог, профессор. Народная артистка Казахстана (2023), заслуженная артистка Республики Казахстан (1998), лауреат Государственной молодёжной премии «Дарын», профессор Казахской национальной консерватории им. Курмангазы, Почётный член жюри, председатель комиссии на крупных республиканских и международных конкурсах.

## Биография
Родилась 23 января 1962 года в селе Чапаево Исатайского района Гурьевской области (ныне Атырауской области).
Отец — Нариман Улкенбаев (1939—2012) — выдающийся казахский домбрист, певец, кюйши, композитор. Заслуженный деятель Республики Казахстан (2005).
Мать — Шолпан Карагойшиева — пенсионер.
В 1981 году окончила Алматинское музыкальное училище имени П. И. Чайковского класса домбры.
В 1986 году окончила факультет народных инструментов Алма-Атинской государственной консерватории по класс домбры у заслуженного деятеля искусств Казахстана, профессора Айткали Жайымова.
Творческую трудовую деятельность начала в 1979 году домбристом в составе Казахского государственного академического оркестра народных инструментов.
С 1989 по 1991 годы — прошла ассистентуру-стажировку в Казахской национальной консерватории.
С 1993 года по настоящее время — преподаватель, доцент (2002), профессор кафедры домбры Казахской национальной консерватории им. Курмангазы.
В 2006 году открыла собственную студию музыкальной школы.
Почётный член жюри, председатель комиссии на крупных республиканских и международных конкурсах.

## Творчество
В её репертуаре имеются народные кюи («Ақсақ құлан», «Ел айрылған» и другие), произведения казахских народных композиторов (Даулеткерей, Дина Нурпеисова, Казангап, Курмангазы, Махамбет, а также мангистауских кюйши Есбай, Есир, Кулшар, Ускенбай и других), современных композиторов (к примеру, «Аққу» Н. Тлендиева, «Күй ана» и «Шалқыма» А. Жайымова), а также русские, зарубежные классические произведения.
В 2012 году в театре оперы и балета имени Абая (Алматы) прошёл сольный творческий концерт «Айгүл — күйге бар әлем тамсанады…», в 2013 году сольный творческий концерт «Айгүл — күйге бар әлем тамсанады…» состоялся в центральном концертном зале «Казахстан» в городе Астана.
Кюи в исполнении Айгуль Улкенбаевой вышли в свет на аудио-кассете «Күй — ана» (2000), двойном диске под названием «Құлағыңнан кетпесін» (2002) и видео-кассете «Құлағыңнан кетпесін» (2003), а также появились диски «Ақ Шолпан», «Ирең» (2008), книга «Күй ғұмыр» (2011, издание Сардар), диск «Айгүл — күйге бар әлем тамсанады…» (в сопровождении джаз — рок группы) (2013).

## Награды и звания
- 1985 — Лауреат Республиканского фестиваля «Жигер»
- 1992 — Государственная молодёжная премия Правительства Республики Казахстан «Дарын» в номинации народного творчества.
- 1998 — Указом Президента Республики Казахстан от 1998 года награждена почётным званием «Заслуженная артистка Республики Казахстан» из рук президента РК в Акорде — за заслуги в области искусства.
- 2015 — Медаль посвящённая к 550 летию Казахскому ханству.
- 2019 — Золотой лауреат Евразийской Международной премии в номинации «Мелодия души народа».[2]
- 2021 (2 декабря) — Орден «Курмет»;[3]
- 2023 (24 октября) — присвоено почётное звание «Народная артистка Казахстана»;[4]